# CAMS 33B
Le CAMS 33 B (pour bombardement) est un hydravion militaire de l'entre-deux-guerres réalisé en 1923 en France par les Chantiers aéro-maritimes de la Seine (CAMS).